# Осиновиця (Велізький район)
Осиновиця (рос. Осиновица) — присілок Велізького району Смоленської області Росії. Входить до складу Крутовського сільського поселення .
Населення — 68 осіб (2007 рік).